# 3. deild islandzka w piłce nożnej (1982)
Sezon 1982 był 17. sezonem trzeciego poziomu ligowego piłki nożnej na Islandii. Po sezonie awansowały zespoły Víðir Garður i KS, spadły natomiast Haukar oraz Árroðinn.

## Grupa południowo-zachodnia

### Drużyny
| Uczestnicy poprzedniej edycji                                                                                 | Uczestnicy poprzedniej edycji | Uczestnicy poprzedniej edycji | Uczestnicy poprzedniej edycji |
| --- | ----------------------------- | ----------------------------- | ----------------------------- |
| grupa A |                               |                               |                               |
| GRI | Grindavík                     | 1                             |                               |
| ÍKO | ÍK                            | 2                             |                               |
| grupa B |                               |                               |                               |
| VGA | Víðir Garður                  | 2                             |                               |
| grupa C |                               |                               |                               |
| HVÍ | HVÍ                           | 1                             |                               |
| SNÆ | Snæfell                       | 2                             |                               |
| VÍO | Víkingur Ólafsvík             | 3                             |                               |
| Spadek z 2. deild                                                                                             |                               |                               |                               |
| SEL | Selfoss                       | 9                             |                               |
| HAU | Haukar                        | 10                            |                               |
| Oznaczenia: - kolumna pierwsza – skróty nazw drużyn, - kolumna trzecia – miejsce zajęte w poprzednim sezonie. |                               |                               |                               |

### Tabela
| Lp. | Drużyna           | M  | Z  | R | P | Bramki | Bramki | Różn. | Pkt | Uwagi              |
| --- | ----------------- | -- | -- | - | - | ------ | ------ | ----- | --- | ------------------ |
| 1   | Víðir Garður      | 14 | 12 | 1 | 1 | 36     | 9      | +27   | 25  | play-off           |
| 2   | Selfoss           | 14 | 7  | 4 | 3 | 22     | 18     | +4    | 18  | play-off           |
| 3   | HVÍ               | 14 | 7  | 2 | 5 | 19     | 10     | +9    | 16  |                    |
| 4   | Grindavík         | 14 | 6  | 3 | 5 | 21     | 20     | +1    | 15  |                    |
| 5   | ÍK                | 14 | 5  | 1 | 8 | 19     | 30     | −11   | 11  |                    |
| 6   | Víkingur Ólafsvík | 14 | 3  | 4 | 7 | 12     | 22     | −10   | 10  |                    |
| 7   | Snæfell           | 14 | 4  | 1 | 9 | 12     | 21     | −9    | 9   |                    |
| 8   | Haukar (S)        | 14 | 2  | 4 | 8 | 12     | 23     | −11   | 8   | Spadek do 4. deild |

## Grupa północno-wschodnia

### Drużyny
| Uczestnicy poprzedniej edycji                                                                                 | Uczestnicy poprzedniej edycji | Uczestnicy poprzedniej edycji | Uczestnicy poprzedniej edycji |
| --- | ----------------------------- | ----------------------------- | ----------------------------- |
| grupa D |                               |                               |                               |
| KS | KS                            | 1                             |                               |
| TIN | Tindastóll                    | 2                             |                               |
| grupa E |                               |                               |                               |
| HSÞ | HSÞ-b Mývatnssveit            | 1                             |                               |
| ÁRR | Árroðinn                      | 2                             |                               |
| MAG | Magni                         | 3                             |                               |
| grupa F |                               |                               |                               |
| HUG | Huginn Seyðisfirði            | 2                             |                               |
| grupa G |                               |                               |                               |
| SIN | Sindri                        | 1                             |                               |
| AUS | Austri Eskifirði              | 2                             |                               |
| Oznaczenia: - kolumna pierwsza – skróty nazw drużyn, - kolumna trzecia – miejsce zajęte w poprzednim sezonie. |                               |                               |                               |

### Tabela
| Lp. | Drużyna            | M  | Z  | R | P  | Bramki | Bramki | Różn. | Pkt | Uwagi              |
| --- | ------------------ | -- | -- | - | -- | ------ | ------ | ----- | --- | ------------------ |
| 1   | KS                 | 14 | 10 | 2 | 2  | 46     | 11     | +35   | 22  | play-off           |
| 2   | Tindastóll         | 14 | 9  | 4 | 1  | 28     | 11     | +17   | 22  | play-off           |
| 3   | Huginn Seyðisfirði | 14 | 8  | 4 | 2  | 29     | 17     | +12   | 20  |                    |
| 4   | HSÞ-b Mývatnssveit | 14 | 5  | 4 | 5  | 23     | 20     | +3    | 14  |                    |
| 5   | Austri Eskifirði   | 14 | 3  | 5 | 6  | 16     | 23     | −7    | 11  |                    |
| 6   | Magni              | 14 | 2  | 5 | 7  | 16     | 24     | −8    | 9   |                    |
| 7   | Sindri             | 14 | 4  | 0 | 10 | 13     | 41     | −28   | 8   |                    |
| 8   | Árroðinn (S)       | 14 | 2  | 2 | 10 | 15     | 39     | −24   | 6   | Spadek do 4. deild |

## Play-off
Rezultaty z rundy zasadniczej zostały zachowane w tabeli play-offów, każdy zespół rozegrał więc cztery mecze – po dwa z każdym rywalem z grupy z innego regionu.

### Tabela
| Lp. | Drużyna          | M | Z | R | P | Bramki | Bramki | Różn. | Pkt | Uwagi             |
| --- | ---------------- | - | - | - | - | ------ | ------ | ----- | --- | ----------------- |
| 1   | Víðir Garður (A) | 6 | 4 | 2 | 0 | 11     | 1      | +10   | 10  | Awans do 2. deild |
| 2   | KS (A)           | 6 | 2 | 3 | 1 | 11     | 4      | +7    | 7   | Awans do 2. deild |
| 3   | Tindastóll       | 6 | 3 | 1 | 2 | 7      | 7      | 0     | 7   |                   |
| 4   | Selfoss          | 6 | 0 | 0 | 6 | 3      | 20     | −17   | 0   |                   |

### Wyniki
| Gospodarz \ Gość | SEL | KS  | TIN | VGA |
| Selfoss          |     | 1:2 | 2:3 | 0:3 |
| KS               | 7:0 |     | 1:2 | 0:0 |
| Tindastóll       | 2:0 | 0:0 |     | 0:3 |
| Víðir Garður     | 3:0 | 1:1 | 1:0 |     |

Źródło:  (ang.)
Objaśnienia:
1Drużyna gospodarzy jest wymieniona po lewej stronie tabeli.
Kolory: zielony – zwycięstwo gospodarzy, żółty – remis, różowy – zwycięstwo gości.

## Najlepsi strzelcy
| Bramki | Strzelcy              | Drużyna      |
| ------ | --------------------- | ------------ |
| 20     | Óli Agnarsson         | KS           |
| 14     | Björgvin Björgvinsson | Víðir Garður |
| 13     | Gustaf Björnsson      | Tindastóll   |
| 9      | Þorleifur Sigurðsson  | HVÍ          |
| 9      | Guðjón Guðmundsson    | Víðir Garður |